# Plutarchia neepalica
Plutarchia neepalica (лат.) — вид наездников рода Plutarchia из семейства эвритомиды (Eurytomidae, Chalcidoidea). Непал (район Тапледжунг).

## Описание
Мелкие наездники (длина самок 2,1 мм). Тело чёрное с несколькими коричневыми отметинами; голени и лапки желтовато-коричневые. От близких видов отличается следующими признаками: линия, разделяющая первый и второй тергиты брюшка дорсально отчётливая (неотчётливая у Plutarchia indefensa); скапус светлый желтовато-коричневый (коричневато-чёрный у Plutarchia malabarica); первый тергит с двумя субпараллельными килями. Проподеум без отчётливого срединного киля.

## Таксономия
Вид был впервые описан в 1994 году по типовым материалам из Непала (Taplejung).